# Frederik Christian Sibbern

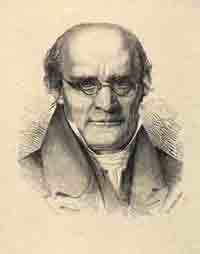
Frederik Christian Sibbern

Frederik Christian Sibbern (ur. 18 lipca 1785 w Christianshavn (Kopenhaga), zm. 16 grudnia 1872) – duński filozof i poeta.
Od 1813 był profesorem Uniwersytetu w Kopenhadze. Był zwolennikiem Schellinga, w większym stopniu nauczycielem filozofii, niż oryginalnym myślicielem.  Jako pedagog miał duży wpływ na swoje pokolenie. 

## Dzieła
- 1819 Menneskets aandelige Natur og Væsen,
- 1819 Om Elskov,
- 1822 Logikkens Elementer,
- 1822 Om Erkjendelse og Granskning,
- 1826 Efterladte Breve af Gabrielis,
- 1827 Logik som Tænkelære,
- 1828 Psykologisk Pathologi,
- 1829-1830 Filosofisk arkiv og Repertorium,
- 1834 Om Poesi og Kunst,
- 1835-1839 Patriotiske Intelligensblade,
- 1838 Angaaende Hegels Filosofi,
- 1843 Om Filosofiens Begreb, Natur og Væsen,
- 1843 Dikaiosyne eller Bidrag til Politik og politisk Jurisprudens for danske
- 1843 Psykologi, indledet ved almindelig Biologi,
- 1846 Spekulativ Kosmologi med grundlag til en spekulativ Theologi,
- 1849 Om Forholdet mellem Sjæl og Legeme,
- 1850 Udaf Gabrielis Breve til og fra Hjemmet
- 1854 Tænkelære eller Logik,
- 1858 Meddelelser af indholdet af et Skrift fra Aaret 2135,
- 1866 Breve til og fra Sibbern,
- 1878 Moralfilosofi.